# Ипотечна криза в САЩ
Кризата с високорисковите ипотечни заеми избухва в САЩ през юли – август 2007 г. и се разраства от септември 2008 г. до глобална криза. Тя е един от първите индикатори за Световна финансова криза и се характеризира с рязко покачване ръста на необслужваните високорискови ипотечни заеми и в резултат на това последващ спад на ценните книжа, обезпечаващи посочените ипотеки.
Причините за избухване на дадена ипотечна криза могат да бъдат най-разнообразни, като сред водещите е надценяване стойността на обезпечението – недвижимите имоти, както и възможността длъжниците да обслужват ипотечните си кредити при зададените предварително от банките високи нива на лихвения процент по ипотечните кредити.